# Tethysbaena argentarii
Tethysbaena argentarii is een bronkreeftjessoort uit de familie van de Monodellidae. De wetenschappelijke naam van de soort is voor het eerst geldig gepubliceerd in 1951 door Stella.